# Dompierre-les-Tilleuls
Dompierre-les-Tilleuls è un comune francese di 267 abitanti situato nel dipartimento del Doubs nella regione della Borgogna-Franca Contea.

## Società

### Evoluzione demografica
Abitanti censiti